# Miltochrista dohertyi
Miltochrista dohertyi là một loài bướm đêm thuộc phân họ Arctiinae, họ Erebidae.